# Qumahexiang (ort i Kina, Qinghai Sheng, lat 34,85, long 94,94)
Qumahexiang är en ort i Kina. Den ligger i provinsen Qinghai, i den nordvästra delen av landet, omkring 650 kilometer väster om provinshuvudstaden Xining. Antalet invånare är 3 516. Befolkningen består av 1 725 kvinnor och 1 791 män. Barn under 15 år utgör 32 %, vuxna 15-64 år 63 %, och äldre över 65 år 4,0 %.
Trakten runt Qumahexiang är nära nog obefolkad, med mindre än två invånare per kvadratkilometer. Det finns inga andra samhällen i närheten. Trakten runt Qumahexiang består i huvudsak av gräsmarker.